# ألبيرتو بالوسكي
ألبيرتو بالوسكي (بالإيطالية: Alberto Paloschi)، (كياري بمقاطعة بريشا، 4 يناير 1990) لاعب كرة قدم إيطالي.
بدأ مسيرته الكروية مع نادي شباب إيه سي ميلان. وفي عام 2007 انضم إلى الفريق الأول. وقد باع الميلان نصف ملكيته لنادي بارما في صيف 2008.
لعب لبارما لمدة موسمين ثم انتقل في يناير 2011 إلى نادي جنوى وهو يلعب معهم إلى الآن .

## روابط خارجية
- ألبيرتو بالوسكي على موقع الاتحاد الأوربي (الإنجليزية)
- ألبيرتو بالوسكي على موقع قاعدة بيانات كرة القدم.إي يو (الإنجليزية)
- ألبيرتو بالوسكي على موقع Soccerbase.com (لاعب) (الإنجليزية)
- ألبيرتو بالوسكي على موقع Soccerway.com (الإنجليزية)
- ألبيرتو بالوسكي على موقع عالم كرة القدم.نت (الإنجليزية)
- ألبيرتو بالوسكي على موقع كووورة
- ألبيرتو بالوسكي على موقع AS.com (الإسبانية)